# CILib
CILib је окружење за развој алгоритама рачунске интелигенције, као што су particle swarms, еволуциони алгоритми, неуронске мреже итд.